# 브리짓 에버렛
브리짓 에버렛(Bridget Everett, 1972년 4월 21일 ~ )은 미국의 코메디언, 배우, 작가이다.

## 출연 작품
- 펀 맘 디너 (2017)
- 패티 케이크$ (2017)
- 리틀 이블 (2017)
- 퍼미션 (2017)